# Тайсара (посёлок)
Тайсара — посёлок в Верхнеуральском районе Челябинской области России. Входит в Кирсинское сельское поселение.

## География
Расположен в юго-западной части района, вблизи границы с Республикой Башкортостан, на берегу реки Тайсары, от которой получил название.
Расстояние по автодорогам до районного центра города Верхнеуральска 39 км.

## История
Посёлок вырос на месте частного хутора, построенного в 1890 году на Тайсаринской пустоши и относившегося к Тамьяно-Тангауровской волости Верхнеуральского уезда Оренбургской губернии[страница не указана 1375 дней].

## Население
| 2002 | 2010 |
| ---- | ---- |
| 460  | ↘396 |

(в 1873 — 364, в 1889 — 447, в 1900 — 488, в 1926 — 875, в 1959 — 1100, в 1970 — 490, в 1983 — 478, в 1995 — 606).
Проживают башкиры.

## Улицы
- Заречная,
- Кирова,
- Ленина,
- Мира,
- Молодёжная,
- Нагорная,
- Складская,
- Школьная.

## Инфраструктура
- Фельдшерско-акушерский пункт[6],
- начальная школа (филиал Смеловской средней школы)[7],
- детский сад[8].